# キュタヒヤ空軍基地
キュタヒヤ空軍基地（キュタヒヤくうぐんきち、トルコ語: Kütahya Hava Üssü、英語: Kütahya Air Base）は、トルコのキュタヒヤ県キュタヒヤに位置する、トルコ空軍の基地である。